# Анна (растение)
А́нна (лат. Anna) — небольшой род семейства Геснериевые (лат. Gesneriaceae), включающий в себя 3 вида. Полукустарник.

## Этимология названия
Название рода происходит от библейского женского имени Анна, что в переводе с древнееврейского означает «грациозная, очаровательная». Остаётся невыясненым, назвал ли Ф. Пеллегрен это растение, исходя из его внешних черт, или же оно названо в честь женщины, носившей это имя.

## Ботаническое описание
Многолетние полукустарники. Стебель короткий, с мочковатым корнем. Листья супротивные, черешковые, пластинка яйцевидная, на верхушке острые, в основании клиновидные, цельнокрайные или пильчатые.
Соцветия цимозные пазушные, малоцветковые, поникающие. Чашелистики свободные, равные. Венчик трубчатый, широкий, с вентральным вздутием ближе к отгибу, отгиб двугубый; адаксиальная губа 2-лопастная и короче абаксиальной 3-лопастной; лопасти отгиба тупые или округлые.
тычинок 4; прикреплены в средней части трубки венчика; соединены попарно пыльниками; пыльники прикреплены основанием; раскрываются по продольным бороздкам; имеются стаминодии. Нектарник кольцевой. Завязь линейная, рыльце дискообразное, цельное.
Плод прямой, линейный, гораздо длиннее, чем чашечка, локулицидный. Семена с шиловидным придатком с обоих концов.

## Ареал и местообитание
Китай: Юньнань, Гуйчжоу, Гуанси, Сычуань; Северный Вьетнам. Наземное растение, растет в лесах, образ жизни малоизучен.

## Виды
По информации базы данных The Plant List, род включает 3 вида:
- Anna mollifolia (W.T.Wang) W.T.Wang & K.Y.Pan — Анна мягколистная
- Anna ophiorrhizoides (Hemsley) B.L.Burtt & R.Davidson
- Anna submontana Pellegr. — Анна полугорнаяtypus